# CONMEBOL Women's Nations League 2025-2026
La CONMEBOL Women's Nations League 2025-2026 sarà la prima edizione della CONMEBOL Women's Nations League, una competizione calcistica disputata tra le nazionali maggiori femminili sudamericane. Inizierà il 24 ottobre 2025 e si concluderà il 9 giugno 2026.
Il torneo fungerà da qualificazioni per il campionato mondiale femminile di calcio 2027 in Brasile. Le prime due classificate si qualificheranno per la fase finale e si uniranno al Brasile già qualificato automaticamente come paese ospitante. La terza e quarta classificata avanzeranno ai play-off intercontinentali.

## Classifica
| Pos. | Squadra   | Pt | G | V | N | P | GF | GS | DR |
| ---- | --------- | -- | - | - | - | - | -- | -- | -- |
| 1.   | Argentina | 0  | 0 | 0 | 0 | 0 | 0  | 0  | 0  |
| 2.   | Bolivia   | 0  | 0 | 0 | 0 | 0 | 0  | 0  | 0  |
| 3.   | Cile      | 0  | 0 | 0 | 0 | 0 | 0  | 0  | 0  |
| 4.   | Colombia  | 0  | 0 | 0 | 0 | 0 | 0  | 0  | 0  |
| 5.   | Ecuador   | 0  | 0 | 0 | 0 | 0 | 0  | 0  | 0  |
| 6.   | Paraguay  | 0  | 0 | 0 | 0 | 0 | 0  | 0  | 0  |
| 7.   | Perù      | 0  | 0 | 0 | 0 | 0 | 0  | 0  | 0  |
| 8.   | Uruguay   | 0  | 0 | 0 | 0 | 0 | 0  | 0  | 0  |
| 9.   | Venezuela | 0  | 0 | 0 | 0 | 0 | 0  | 0  | 0  |

Legenda:

         Qualificate direttamente al campionato mondiale femminile di calcio 2027.
         Qualificate al play-off intercontinentale.
Note:
Tre punti a vittoria, uno a pareggio, zero a sconfitta.
 Brasile qualificato di diritto alla fase finale come Paese ospitante.

## Risultati

### 1ª giornata
| Cali 24 ottobre 2025 | Colombia | – | Perù | Stadio olimpico Pascual Guerrero |

| 24 ottobre 2025 | Bolivia | – | Ecuador |  |

| 24 ottobre 2025 | Venezuela | – | Cile |  |

| 24 ottobre 2025 | Argentina | – | Paraguay |  |

- Riposa: Uruguay.

### 2ª giornata
| 28 ottobre 2025 | Paraguay | – | Venezuela |  |

| 28 ottobre 2025 | Cile | – | Bolivia |  |

| 28 ottobre 2025 | Uruguay | – | Argentina |  |

| Quito 28 ottobre 2025 | Ecuador | – | Colombia | Stadio Banco Guayaquil |

- Riposa: Perù.

### 3ª giornata
| 28 novembre 2025 | Perù | – | Cile |  |

| 28 novembre 2025 | Paraguay | – | Uruguay |  |

| 28 novembre 2025 | Bolivia | – | Colombia |  |

| Quito 28 novembre 2025 | Ecuador | – | Venezuela | Stadio Banco Guayaquil |

- Riposa: Argentina.

### 4ª giornata
| 2 dicembre 2025 | Venezuela | – | Perù |  |

| 2 dicembre 2025 | Argentina | – | Bolivia |  |

| 2 dicembre 2025 | Cile | – | Paraguay |  |

| 2 dicembre 2025 | Uruguay | – | Ecuador |  |

- Riposa: Venezuela.

### 5ª giornata
| 10 aprile 2026 | Perù | – | Uruguay |  |

| 10 aprile 2026 | Paraguay | – | Ecuador |  |

| Cali 10 aprile 2026 | Colombia | – | Venezuela | Stadio olimpico Pascual Guerrero |

| 10 aprile 2026 | Cile | – | Argentina |  |

- Riposa: Bolivia.

### 6ª giornata
| 14 aprile 2026 | Perù | – | Paraguay |  |

| 14 aprile 2026 | Bolivia | – | Uruguay |  |

| 14 aprile 2026 | Venezuela | – | Argentina |  |

| Cali 14 aprile 2026 | Colombia | – | Cile | Stadio olimpico Pascual Guerrero |

- Riposa: Ecuador.

### 7ª giornata
| 18 aprile 2026 | Venezuela | – | Bolivia |  |

| 18 aprile 2026 | Argentina | – | Colombia |  |

| 18 aprile 2026 | Uruguay | – | Cile |  |

| Quito 18 aprile 2026 | Ecuador | – | Perù | Stadio Banco Guayaquil |

- Riposa: Paraguay.

### 8ª giornata
| 5 giugno 2026 | Bolivia | – | Paraguay |  |

| 5 giugno 2026 | Argentina | – | Perù |  |

| Cali 5 giugno 2026 | Colombia | – | Uruguay | Stadio olimpico Pascual Guerrero |

| 5 giugno 2026 | Cile | – | Ecuador |  |

- Riposa: Venezuela.

### 9ª giornata
| 9 giugno 2026 | Perù | – | Bolivia |  |

| 9 giugno 2026 | Paraguay | – | Colombia |  |

| 9 giugno 2026 | Uruguay | – | Venezuela |  |

| Quito 9 giugno 2026 | Ecuador | – | Argentina | Stadio Banco Guayaquil |

- Riposa: Cile.